# La Leonesa-Las Palmas
Se denomina La Leonesa - Las Palmas a la aglomeración urbana que se extiende entre las localidades de La Leonesa y Las Palmas del departamento Bermejo dentro de la provincia del Chaco, Argentina.

## Población
Considerado como una aglomeración urbana, cuenta según los resultados del censo 2010 con 13.737 habitantes, lo que representa un descenso poblacional del 0,8%.
En el anterior censo contaba con 13,854 habitantes (Indec, 2001). Es la 11° aglomeración más grande de la provincia del Chaco.
| Componente | Departamento | Censo 2010 | Censo 2001 | Censo 1991 |
| ---------- | ------------ | ---------- | ---------- | ---------- |
| La Leonesa | Bermejo      | 8.823      | 8.420      | 7.801      |
| Las Palmas | Bermejo      | 4.914      | 5.434      | 5.253      |
| Total      |              | 13.737     | 13.854     | 13.054     |